# 巴尼亚里亚
巴尼亚里亚（義大利語：Bagnaria），是意大利帕维亚省的一个市镇。总面积16.59平方公里，人口683人，人口密度41.2人/平方公里（2009年）。国家统计（ISTAT）代码为018007。